# Ducado de Camerino
O ducado de Camerino, em italiano ducato di Camerino, foi um pequeno estado independente, localizado no centro de Itália e encravado nos Estados Pontifícios.
Foi governado, durante quase 300 anos, pela família Varano, com origens Lombardas e proveniente do ducado de Spoleto.
Foi, inicialmente, constituído como um Senhorio (ca.1259 - 1515) mas, em 1515, o último Senhor, João Maria de Varano, foi feito duque pelo Papa Leão X. A nova dignidade só se manteve até 1539, altura em que o ducado voltou a ser reintegrado nos Estados da Igreja.

## História

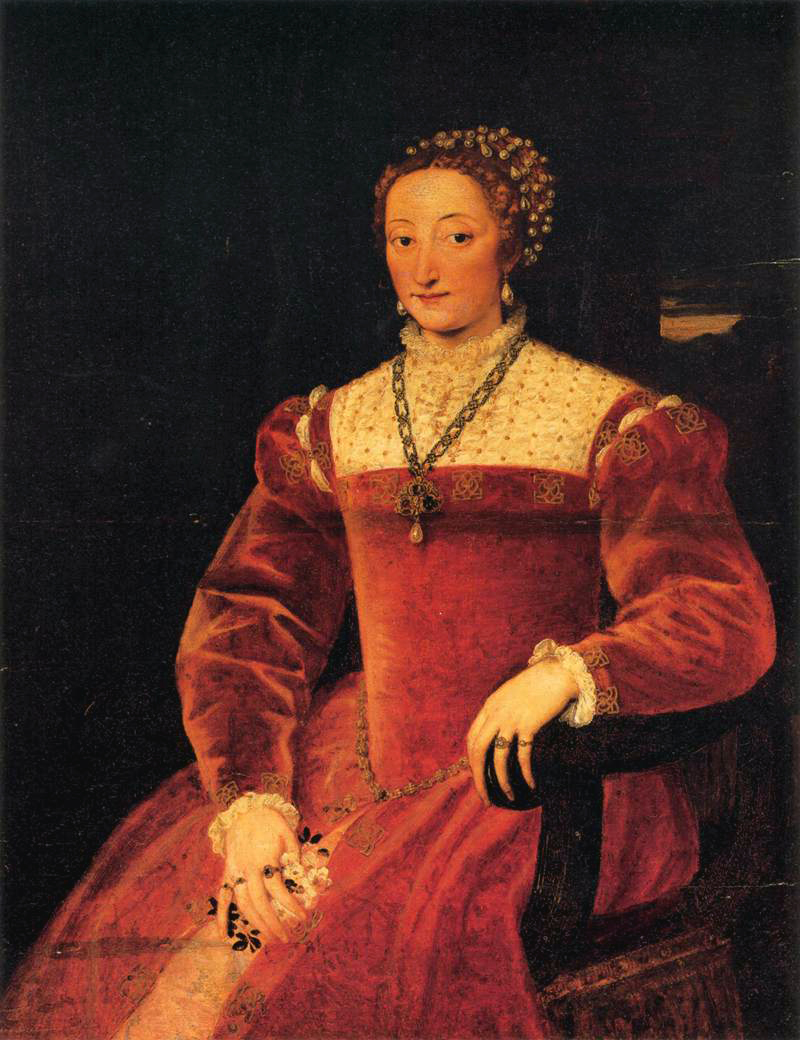
Júlia de Varano, a última soberana de Camerino

O "Estado" de Camerino era completamente circundado pelos Estados Pontifícios
A sua posição era estratégica entre os Estados da Igreja e o ducado de Urbino e ambos tinham ambições de anexação sobre Camerino. Por isso, o sistema defensivo do senhorio, governado pela família Varano, era sólido e extenso, sendo parcialmente visível ainda hoje. Salienta-se a rocca Varano; as fortalezas de Spinoli e de Santa Lucia, a rocca d'Ajello.
Em 1240 era um legado do Papa que ali exercia as funções governativas. Dezanove anos depois a cidade foi devastada pelo exército do rei Manfredo da Sicília, filho natural do imperador Frederico II. Muitos habitantes foram trucidados e quem se salvou regressou em 1262: entre estes, Gentile I de Varano, primeiro senhor com a anuência do Papa Alexandre IV.
A partir do século XIII, o poder político-administrativo foi sendo transferido do campo para Camerino, onde Júlio César de Varano (1444-1502), um dos mais significativos membros da família, mandara construir o Palácio Ducal, o templo da Anunciada (mausoléu da dinastia Varano), e o mosteiro dos beneditinos onde a sua filha, a futura santa Camilla Battista, viria a professar. Doou à sua esposa, Joana Malatesta (pertencente à família Malatesta, senhores de Rimini), o castelo de Lanciano, localizado perto de Castelraimondo, residência de Verão, no qual se alojou a marquesa de Mântua, Isabel d'Este que, em 1494, visitou os Varano na sua viagem a Roma e a Urbino (onde reinava a cunhada Isabel Gonzaga).
Sob a administração de Júlio César e de João Maria de Varano (1502-1527), nomeado duque pelo Papa Leão X (um Médici, tio materno da mulher Catarina Cybo), o pequeno estado expande-se, os habitantes aumentaram e a atividade comercial prospera. Passou a ser cobiçado e, em 1502, César Bórgia (filho natural do Papa Alexandre VI) apoderou-se do senhorio mandando assassinar Júlio César e três dos seus filhos.
João Maria de Varano (neto de Júlio César), escapou ao massacre, regressando a Camerino após a morte do Papa Alexandre VI. No entanto, a sua própria morte, em 1527, pré-anunciou o fim do ramo dinástico e a extinção do ducado. Como também viria a acontecer no Ducado de Urbino, a disposição papal previa a reabsorção do feudo em caso de não haver herdeiro masculino: ao contrário do que viria a acontecer com Vitória Della Rovere, Grã-duquesa consorte da Toscana e última dos Della Rovere, a jovem filha do duque de Camerino, Júlia de Varano, sob a regência da mãe Catarina Cybo, conseguiu suceder ao pai, com o apoio do marido Guidobaldo II Della Rovere, duque de Urbino (com quem casara numa sumptuosa cerimónia), contrariando as pretensões da linha de Ferrara dos Varano.
No entanto, em 1539, o Papa Paulo III, obriga o casal a renunciar aos próprios direitos a troco de 78.000 ducados de ouro, e o feudo foi integrado nos Estados Pontifícios, após um breve governo de Octávio Farnésio (1540-1545).
Virgínia Della Rovere (1544-1571), filha do casal ducal e herdeira dos bens deixados pela sua avó, a duquesa-mãe Catarina Cybo, tentou recuperar Camerino com o apoio do consorte, Frederico Borromeo, conde de Arona, mas não conseguiu. Uma segunda tentativa, desta vez com o apoio do segundo marido Ferdinando Orsini, duque de Gravina, também falhou. Virgínia morre em Nápoles sem descendência.

## Soberanos de Camerino (ca.1259 - 1539)
1. Gentile I de Varano, Senhor de Camerino ca.1259-1284
Casou com Alteruccia d'Altino
2. Berardo I de Varano, Senhor de Camerino 1284-1325
Casou com Emma
3. Rodolfo I de Varano, Senhor de Camerino 1284-1316
juntamente com Berardo I
Casou com Galatea
4. Gentile II de Varano, Senhor de Camerino 1325-1355
filho de Berardo I
Casou com Gentilesca
5. Berardo II de Varano, Senhor de Camerino 1335-1341
associado ao pai Gentile II, morrendo antes dele
Casou com Bellafiore Brunforte de San Ginesio
6. Rodolfo II de Varano, Senhor de Camerino 1355-1384
filho de Berardo II
Casou com (1) Paolina di Mogliano, (2) Camilla Chiavelli
7. João I de Varano, Senhor de Camerino 1384-1385
8. Gentile III de Varano, Senhor de Camerino 1385-1399
irmão mais novo de Rodolfo II
Casou com Teodora Salimbeni
9. Rodolfo III de Varano, Senhor de Camerino 1399-1424
Casou com (1) Elisabetta Malatesta, (2) Constança Smeducci
10. Piergentile da Varano, Senhor de Camerino 1424-1433
Casou com Elisabetta Malatesta
11. João II de Varano 1424-1433
Casou com Bartolomea Smeducci com Piergentile
12. Rodolfo IV de Varano, Senhor de Camerino 1444-1464
 perda do senhorio 1434-1444
Casou com Camilla d'Este
13. Júlio César de Varano, Senhor de Camerino 1444-1502
juntamente com Rodolfo IV 
Casou com Giovanna Malatesta
14. Venâncio de Varano, Senhor de Camerino 1502
Casou com Maria Della Rovere
**governo de César Bórgia (1502-1504)**
15. João Maria de Varano, Senhor de Camerino 1504-1515; Duque de Camerino 1515-1527
Casou com Catarina Cybo, regente 1527-1535
16. Júlia de Varano, Duquesa de Camerino 1527-1539
Casou com Guidobaldo II Della Rovere, duque de Urbino